# Homonota whitii
Espèce
Homonota whitii est une espèce de geckos de la famille des Phyllodactylidae.

## Répartition
Cette espèce est endémique d'Argentine. Elle se rencontre dans les provinces de Salta, de Tucumán, de Catamarca, de Córdoba, de La Rioja et de Mendoza.

## Étymologie
Cette espèce est nommée en l'honneur d'Ernest William White (1858-1884).

## Publication originale
- Boulenger, 1885 : Catalogue of the lizards in the British Museum (Natural History) I. Geckonidae, Eublepharidae, Uroplatidae, Pygopodidae, Agamidae, Second edition, London, vol. 1, p. 1-436 (texte intégral).